# 三葉 (作家)
三葉，日本作家、作者。其作品主要在一迅社發表。代表作有《好想變成女孩子啊！》、《30歲的健康教育》等。也是目前在一迅社刊載「大人的教科書系列（おとなの教科書シリーズ）」著作者。

## 經歷
於同人誌即賣會的女裝Cosplay角色扮演時，憑著對戰格鬥遊戲《聖騎士之戰XX》的角色布莉姬與一迅社的編輯土方敏良相遇。而出版了《好想變成女孩子啊！》。在二次元中《偽娘》變得流行，該書成為了暢銷書，並成為如火如荼的三次元女裝的繁榮。

## 作品列表

### 《好想變成女孩子啊！》系列
- 好想變成女孩子啊！（2007年8月 ISBN 4758010846）
- 好想變成女孩子啊！Cosplay篇（2008年4月 ISBN 4758011028）
- 好想變成女孩子啊！更多更多女孩子篇（2010年12月 ISBN 4758012032）

### 《30歲的健康教育》系列
- 30歲的健康教育（2008年11月 ISBN 4758011230）
- （2009年7月 ISBN 4758011494）
- （2010年3月 ISBN 4758011699）
- （2011年6月 ISBN 4758012199）
- （2013年8月 ISBN 4758013284）

### 《SM入門指南》系列
- 身體和心都是我的 ～SM入門指南～（2009年5月 ISBN 4758011389）
- 身體和心都是我的 ～SM入門指南～2（2013年11月 ISBN 4758013527）

### 其它
- （2009年11月 ISBN 4758011583）
- （2013年1月 ISBN 4758012857）
- 練習女友。（2013年11月 ISBN 4902307545）
- （2014年4月 ISBN 978-4758013635）
- （2014年8月 ISBN 4758013985）
- （2015年6月 ISBN 4758014388）

### 小說
- （2013年8月，〈一迅社文庫〉，已發行1冊，插圖：松之鐘流 ISBN 4758044686）
- （2014年8月，〈一迅社文庫〉，已發行1冊，插圖： ISBN 978-4758046145）

## 腳註

## 相關項目
- Waai！（日语：わぁい!）
- 萌化讀本（日语：萌え本）